# Rom, Station Termini
Rom, Station Termini (Originaltitel: Stazione Termini) ist der Titel eines italienischen Spielfilms aus dem Jahr 1953.

## Handlung
Maria Forbes ist eine verheiratete Frau aus Philadelphia, die in Rom ihre Schwester besucht. Während ihres Aufenthaltes hat sie eine Affäre mit dem Lehrer Giovanni. Maria entscheidet sich, ihre Affäre zu beenden und in die USA zurückzukehren. Vom Hauptbahnhof (Stazione Termini) aus will sie mit dem Zug nach Paris fahren, um von dort nach Hause zu fliegen. Kurz vor der Abfahrt trifft sie auf Giovanni, der sie zum Bleiben überreden möchte. Beide verstecken sich in einem leerstehenden Waggon und lieben sich. Hier werden sie allerdings von der Polizei erwischt und auf die Wache gebracht. Letzten Endes nimmt Maria ihren Zug, um zu Mann und Tochter zu kommen, und Giovanni bleibt allein zurück.

## Hintergrund
Produzent Selznick besetzte die Hauptrolle mit seiner damaligen Ehefrau Jennifer Jones. Er fand De Sicas 90-minütige Version zu „artifiziell“, so dass er den Film auf 62 Minuten kürzte und ihn in den USA unter dem Titel Indiscretion of an American Wife herausbrachte.
Montgomery Clift war mit dem Resultat derart unzufrieden, dass er den Film „a big fat mistake“ (einen großen dicken Fehler) nannte.

## Kritiken
„In Einzelheiten hervorragend, erreicht de Sicas Film insgesamt nicht die überzeugende Verbindung von menschlichen Schicksalen und dokumentarisch eingefangener Alltagsrealität, die seine vorhergehenden „neorealistischen“ Werke auszeichnet.“

## Auszeichnungen
Christian Dior wurde für seine Kostüme 1955 für einen Oscar nominiert. Der Film nahm 1953 am Wettbewerb der Filmfestspiele von Cannes teil.